# 충청북도의 마천루 목록
대한민국 충청북도의 마천루 목록이다. 대한민국의 「초고층 및 지하연계 복합건축물 재난관리에 관한 특별법」에 따르면 '초고층 건축물' 이란 층수가 50층 이상 또는 높이가 200m 이상인 건축물을 말한다.

## 마천루 순위
본 목록은 완공되었거나, 상량식을 끝낸 마천루이다.
| 순위 | 이름                              | 사진 | 위치          | 높이 | 층수 | 완공 연도 | 비고   |
| ---- | --------------------------------- | ---- | ------------- | ---- | ---- | --------- | ------ |
| 1=   | 청주 지웰시티 푸르지오 301동      |      | 청주시 흥덕구 | 158m | 49층 | 2019년    | [ 1 ]  |
| 2=   | 오창 한신 더휴 센트럴파크 101동   |      | 청주시 청원구 | 157m | 49층 | 2018년    | [ 2 ]  |
| 2=   | 오창 한신 더휴 센트럴파크 107동   |      | 청주시 청원구 | 157m | 49층 | 2018년    | [ 3 ]  |
| 4=   | 청주 행정타운 코아루 휴티스 101동 |      | 청주시 상당구 | 156m | 49층 | 2020년    | [ 4 ]  |
| 4=   | 청주 행정타운 코아루 휴티스 102동 |      | 청주시 상당구 | 156m | 49층 | 2020년    | [ 5 ]  |
| 6    | 청주 지웰시티 푸르지오 302동      |      | 청주시 흥덕구 | 153m | 49층 | 2019년    | [ 6 ]  |
| 7=   | 오창 한신 더휴 센트럴파크 102동   |      | 청주시 청원구 | 153m | 49층 | 2018년    | [ 7 ]  |
| 7=   | 오창 한신 더휴 센트럴파크 103동   |      | 청주시 청원구 | 153m | 49층 | 2018년    | [ 8 ]  |
| 7=   | 오창 한신 더휴 센트럴파크 104동   |      | 청주시 청원구 | 153m | 49층 | 2018년    | [ 9 ]  |
| 7=   | 오창 한신 더휴 센트럴파크 105동   |      | 청주시 청원구 | 153m | 49층 | 2018년    | [ 10 ] |
| 7=   | 오창 한신 더휴 센트럴파크 106동   |      | 청주시 청원구 | 153m | 49층 | 2018년    | [ 11 ] |
| 12   | 청주 행정타운 코아루 휴티스 103동 |      | 청주시 상당구 | 151m | 49층 | 2020년    | [ 12 ] |
| 13=  | 신영지웰시티 1차 104동            |      | 청주시 흥덕구 | 147m | 45층 | 2010년    | [ 13 ] |
| 13=  | 신영지웰시티 1차 105동            |      | 청주시 흥덕구 | 147m | 45층 | 2010년    | [ 14 ] |
| 13=  | 신영지웰시티 1차 106동            |      | 청주시 흥덕구 | 147m | 45층 | 2010년    | [ 15 ] |
| 13=  | 신영지웰시티 1차 107동            |      | 청주시 흥덕구 | 147m | 45층 | 2010년    | [ 16 ] |
| 13=  | 신영지웰시티 1차 108동            |      | 청주시 흥덕구 | 147m | 45층 | 2010년    | [ 17 ] |
| 18=  | 두산위브지웰시티 205동            |      | 청주시 흥덕구 | 141m | 45층 | 2015년    | [ 18 ] |
| 18=  | 두산위브지웰시티 206동            |      | 청주시 흥덕구 | 141m | 45층 | 2015년    | [ 19 ] |
| 18=  | 두산위브지웰시티 207동            |      | 청주시 흥덕구 | 141m | 45층 | 2015년    | [ 20 ] |
| 21=  | 신영지웰시티 1차 103동            |      | 청주시 흥덕구 | 137m | 42층 | 2010년    | [ 21 ] |
| 21=  | 신영지웰시티 1차 109동            |      | 청주시 흥덕구 | 137m | 42층 | 2010년    | [ 22 ] |
| 23=  | 두산위브지웰시티 204동            |      | 청주시 흥덕구 | 132m | 42층 | 2015년    | [ 23 ] |
| 23=  | 두산위브지웰시티 208동            |      | 청주시 흥덕구 | 132m | 42층 | 2015년    | [ 24 ] |
| 25=  | 사직 두산위브더제니스 A동         |      | 청주시 서원구 | 124m | 41층 | 2009년    | [ 25 ] |
| 25=  | 사직 두산위브더제니스 B동         |      | 청주시 서원구 | 124m | 41층 | 2009년    | [ 26 ] |
| 27=  | 두산위브지웰시티 201동            |      | 청주시 흥덕구 | 123m | 39층 | 2015년    | [ 27 ] |
| 27=  | 두산위브지웰시티 202동            |      | 청주시 흥덕구 | 123m | 39층 | 2015년    | [ 28 ] |
| 27=  | 두산위브지웰시티 203동            |      | 청주시 흥덕구 | 123m | 39층 | 2015년    | [ 29 ] |
| 30   | 하워드존슨 청주호텔               |      | 청주시 청원구 | 122m | 32층 | 2017년    | [ 30 ] |
| 31=  | 신영지웰시티 1차 101동            |      | 청주시 흥덕구 | 121m | 37층 | 2010년    | [ 31 ] |
| 31=  | 신영지웰시티 1차 102동            |      | 청주시 흥덕구 | 121m | 37층 | 2010년    | [ 32 ] |
| 33=  | 충주 센트럴 푸르지오 104동        |      | 충주시 연수동 | 117m | 39층 | 2018년    | [ 33 ] |
| 33=  | 충주 센트럴 푸르지오 103동        |      | 충주시 연수동 | 117m | 39층 | 2018년    | [ 34 ] |
| 33=  | 충주 센트럴 푸르지오 102동        |      | 충주시 연수동 | 117m | 39층 | 2018년    | [ 35 ] |
| 33=  | 충주 센트럴 푸르지오 101동        |      | 충주시 연수동 | 117m | 39층 | 2018년    | [ 36 ] |
| 37=  | 오창 롯데캐슬 더 하이스트 102동   |      | 청주시 청원구 | 113m | 39층 | 2018년    | [ 37 ] |
| 37=  | 오창 롯데캐슬 더 하이스트 104동   |      | 청주시 청원구 | 113m | 39층 | 2018년    | [ 38 ] |
| 37=  | 오창 롯데캐슬 더 하이스트 106동   |      | 청주시 청원구 | 113m | 39층 | 2018년    | [ 39 ] |
| 37=  | 오창 롯데캐슬 더 하이스트 108동   |      | 청주시 청원구 | 113m | 39층 | 2018년    | [ 40 ] |
| 37=  | 오창 롯데캐슬 더 하이스트 110동   |      | 청주시 청원구 | 113m | 39층 | 2018년    | [ 41 ] |
| 37=  | 오창 롯데캐슬 더 하이스트 112동   |      | 청주시 청원구 | 113m | 39층 | 2018년    | [ 42 ] |
| 37=  | 오창 롯데캐슬 더 하이스트 113동   |      | 청주시 청원구 | 113m | 39층 | 2018년    | [ 43 ] |
| 37=  | 오창 롯데캐슬 더 하이스트 115동   |      | 청주시 청원구 | 113m | 39층 | 2018년    | [ 44 ] |
| 45   | 오창 롯데캐슬 더 하이스트 116동   |      | 청주시 청원구 | 112m | 39층 | 2018년    | [ 45 ] |
| 46=  | 오창 롯데캐슬 더 하이스트 103동   |      | 청주시 청원구 | 107m | 37층 | 2018년    | [ 46 ] |
| 46=  | 오창 롯데캐슬 더 하이스트 107동   |      | 청주시 청원구 | 107m | 37층 | 2018년    | [ 47 ] |
| 48   | 오창 롯데캐슬 더 하이스트 111동   |      | 청주시 청원구 | 106m | 36층 | 2018년    | [ 48 ] |
| 49   | 문화동 센트럴칸타빌 104동         |      | 청주시 상당구 | 105m | 33층 | 2018년    | [ 49 ] |
| 50=  | 오창 롯데캐슬 더 하이스트 105동   |      | 청주시 청원구 | 104m | 36층 | 2018년    | [ 50 ] |
| 50=  | 오창 롯데캐슬 더 하이스트 109동   |      | 청주시 청원구 | 104m | 36층 | 2018년    | [ 51 ] |
| 50=  | 오창 롯데캐슬 더 하이스트 114동   |      | 청주시 청원구 | 104m | 36층 | 2018년    | [ 52 ] |
| 53   | 문화동 센트럴칸타빌 103동         |      | 청주시 상당구 | 104m | 33층 | 2018년    | [ 53 ] |
| 54   | 청주 센트럴 리슈빌DS              |      | 청주시 서원구 | 102m | 32층 | 2023년    | [ 54 ] |
| 55=  | 신안실크밸리 스카이시티 104동     |      | 제천시 장락동 | 100m | 36층 | 2017년    | [ 55 ] |
| 55=  | 신안실크밸리 스카이시티 105동     |      | 제천시 장락동 | 100m | 36층 | 2017년    | [ 56 ] |
| 55=  | 신안실크밸리 스카이시티 106동     |      | 제천시 장락동 | 100m | 36층 | 2017년    | [ 57 ] |

## 미완공 마천루

### 공사중인 마천루
이 목록은 현재 충청북도에서 공사가 진행중인 마천루이다.
| 이름                                        | 상태   | 위치          | 높이 | 층수 | 완공 예정  | 비고           |
| ------------------------------------------- | ------ | ------------- | ---- | ---- | ---------- | -------------- |
| 힐스테이트 청주 센트럴 생활형숙박시설       | 공사중 | 청주시 흥덕구 | 185m | 49층 | 2025년 4월 | [ 58 ]         |
| 힐스테이트 청주 센트럴 아파트               | 공사중 | 청주시 흥덕구 | 173m | 49층 | 2025년 4월 | [ 59 ]         |
| 복대자이 더 스카이 102동                    | 공사중 | 청주시 흥덕구 | 154m | 49층 | 2026년 7월 |                |
| 복대자이 더 스카이 103동                    | 공사중 | 청주시 흥덕구 | 154m | 49층 | 2026년 7월 |                |
| 해링턴 플레이스 테크노폴리스 204동          | 공사중 | 청주시 흥덕구 | 145m | 47층 | 2026년 7월 |                |
| 신영지웰 푸르지오 테크노폴리스 센트럴 102동 | 공사중 | 청주시 흥덕구 | 142m | 49층 | 2027년 1월 |                |
| 신영지웰 푸르지오 테크노폴리스 센트럴 103동 | 공사중 | 청주시 흥덕구 | 142m | 49층 | 2027년 1월 |                |
| 더샵 청주그리니티 105동                     | 공사중 | 청주시 서원구 | 112m | 38층 | 2026년 1월 |                |
| 힐스테이트 어울림 청주사직 112동            | 공사중 | 청주시 서원구 | 100m | 35층 | 2027년 6월 | 사직3구역이다. |
| 힐스테이트 어울림 청주사직 113동            | 공사중 | 청주시 서원구 | 100m | 35층 | 2027년 6월 | 사직3구역이다. |
| 힐스테이트 어울림 청주사직 202동            | 공사중 | 청주시 서원구 | 100m | 35층 | 2027년 6월 | 사직3구역이다. |
| 힐스테이트 어울림 청주사직 208동            | 공사중 | 청주시 서원구 | 100m | 35층 | 2027년 6월 | 사직3구역이다. |
| 더샵 오창프레스티지 101동                   | 공사중 | 청주시 청원구 | -    | 49층 | 2027년 8월 |                |
| 더샵 오창프레스티지 102동                   | 공사중 | 청주시 청원구 | -    | 49층 | 2027년 8월 |                |
| 더샵 오창프레스티지 103동                   | 공사중 | 청주시 청원구 | -    | 49층 | 2027년 8월 |                |
| 더샵 오창프레스티지 104동                   | 공사중 | 청주시 청원구 | -    | 49층 | 2027년 8월 |                |
| 복대자이 더 스카이 101동                    | 공사중 | 청주시 흥덕구 | -    | 49층 | 2026년 7월 |                |
| 해링턴 플레이스 테크노폴리스 203동          | 공사중 | 청주시 흥덕구 | -    | 47층 | 2026년 7월 |                |
| 해링턴 플레이스 테크노폴리스 202동          | 공사중 | 청주시 흥덕구 | -    | 47층 | 2026년 7월 |                |
| 신영지웰 푸르지오 테크노폴리스 센트럴 104동 | 공사중 | 청주시 흥덕구 | -    | 45층 | 2027년 1월 |                |
| 신영지웰 푸르지오 테크노폴리스 센트럴 101동 | 공사중 | 청주시 흥덕구 | -    | 43층 | 2027년 1월 |                |
| 신영지웰 푸르지오 테크노폴리스 센트럴 105동 | 공사중 | 청주시 흥덕구 | -    | 40층 | 2027년 1월 |                |
| 신영지웰 푸르지오 테크노폴리스 센트럴 106동 | 공사중 | 청주시 흥덕구 | -    | 40층 | 2027년 1월 |                |
| 더샵 청주그리니티 103동                     | 공사중 | 청주시 서원구 | -    | 37층 | 2026년 1월 |                |
| 더샵 청주그리니티 106동                     | 공사중 | 청주시 서원구 | -    | 37층 | 2026년 1월 |                |
| 더샵 청주그리니티 104동                     | 공사중 | 청주시 서원구 | -    | 36층 | 2026년 1월 |                |
| 더샵 청주그리니티 101동                     | 공사중 | 청주시 서원구 | -    | 35층 | 2026년 1월 |                |
| 더샵 청주그리니티 102동                     | 공사중 | 청주시 서원구 | -    | 35층 | 2026년 1월 |                |
| 더샵 청주그리니티 107동                     | 공사중 | 청주시 서원구 | -    | 35층 | 2026년 1월 |                |

### 계획중인 마천루
현재 계획이 진행중인 마천루이다.
| 이름                            | 위치          | 높이 | 층수 | 완공 예정 | 비고 |
| ------------------------------- | ------------- | ---- | ---- | --------- | ---- |
| 사직4구역 도시환경정비사업      | 청주시 서원구 | 194m | 59층 | -         |      |
| 양청리 808-1번지 생활형숙박시설 | 청주시 청원구 | 144m | 32층 | -         |      |
| 남주동8구역 가로주택정비사업    | 청주시 상당구 | 119m | 39층 | -         |      |
| e편한세상 남주 리버비스타       | 청주시 상당구 | 117m | 38층 | -         |      |
| 남주동9구역 가로주택정비사업    | 청주시 상당구 | 115m | 38층 | -         |      |
| 청주고속터미널 복합문화센터     | 청주시 흥덕구 | -    | 55층 | -         |      |
| 청주 복합문화시설               | 청주시 흥덕구 | -    | 49층 | -         |      |

## 같이 보기
- 충청북도
- 마천루 목록
- 아시아의 마천루 목록
- 대한민국의 마천루 목록